# Chen Xiexia
Chen Xiexia (sinogramme simplifié : 陈燮霞), née le 8 janvier 1983 dans le district de Panyu, est une haltérophile chinoise. Classée en moins de 48 kg, elle a notamment remporté la médaille d'or aux Jeux olympiques d'été de 2008 fixant par la même un record dans la compétition avec 212 kg soulevés, et la médaille d'or des Championnats du monde d'haltérophilie 2007.
Le 12 janvier 2017, après réanalyse de ses échantillons de 2008, elle est disqualifiée pour dopage par le CIO.